# جاستن جوردن
جاستن جوردن (بالإنجليزية: Justin Jordan)‏ هو كاتب أمريكي، ولد في 1978.